# Puli
Puli – jedna z ras psów, należąca do grupy psów pasterskich i zaganiających, zaklasyfikowana do sekcji psów pasterskich (owczarskich). Nie podlega  próbom pracy.

## Rys historyczny
Pierwotny pies pasterski pochodzący z Azji. Wykorzystywany jako pies pasterski i stróżujący.

## Wrażenie ogólne
Pies średniego wzrostu, żywy, ruchliwy, inteligentny, silnej budowy, suchej lecz dobrze umięśniony. Sylwetka kwadratowa. Poszczególne partie ciała trudno ocenić, ponieważ cały pies jest pokryty obfitym włosem-długim, falistym, ze skłonnością do filcowania. Wskutek narzucenia długiego ogona na lędźwie tułów wykazuje linię wznoszącą się do tyłu. Ten aktywny pies hodowany jest jako pies rodzinny lub pilnujący gospodarstwa. 

## Szata i umaszczenie
Wzorzec rasy wyróżnia następujące odmiany umaszczenia:
1. puli o maści białej, określonej jako perłowobiała bez żółtych nalotów,
2. puli o maści czarnej, lub czarnej z nalotem rdzawym bądź szarym,
3. oraz puli o maści płowej zwanej fako z wyraźną czarną maską, gdzie dopuszczalne jest niewielkie znaczenie białe na piersi (ok. 3 cm).

Sierść u tej rasy składa się z szorstkiego włosa okrywowego i delikatnego podszerstka. Długie i sznurowate włosy u puli muszą być rozdzielane ręcznie. Czesania grzebieniem i szczotkowania nie stosuje się, a splecione ze sobą włosy muszą być ze względów higienicznych regularnie myte. Szata jest sznurowata, podobnie jak u Komondora.